# 대한민국 중소기업청
중소기업청(中小企業廳, Small and Medium Business Administration, 약칭: 중기청, SMBA)은 중소 및 중견기업에 관한 사무를 관장하는 대한민국의 옛 중앙행정기관이다. 1996년 2월 9일 공업진흥청을 개편하여 발족하였으며, 2017년 7월 26일 중소벤처기업부로 승격되면서 폐지되었다.

## 설치 근거 및 소관 사무

### 설치 근거
- 「정부조직법」 제37조제3항

### 소관 사무
- 중소 및 중견기업에 관한 사무

## 연혁
- 1996년 2월 9일: 공업진흥청을 폐지하고 중소기업청을 설치.[2]
- 1998년 2월 28일: 산업자원부의 외청으로 소속 변경.[3]
- 2008년 2월 29일: 지식경제부의 외청으로 소속 변경.[4]
- 2013년 3월 23일: 산업통상자원부의 외청으로 소속 변경.[5]
- 2017년 6월 29일: 중소벤처기업부로 승격.[6]

### 역대 로고

1998년부터 2006년까지 사용된 중소기업청 로고
2006년부터 2009년까지 사용된 중소기업청 로고
2009년부터 2016년까지 사용된 중소기업청 로고
2016년부터 2017년까지 사용된 중소기업청 로고

## 조직

### 청장
대변인실

### 차장
- 운영지원과[8]
- 감사담당관실[7]
- 옴부즈만지원단[8]

기획조정관실
- 기획재정담당관실[10]
- 창조행정법무담당관실[10]
- 고객정보화담당관실[10]
- 비상안전담당관실[11]

중소기업정책국
- 정책총괄과[13]
- 정책분석과[13]
- 동반성장지원과[13]
- 규제영향평가과[13]
- 지역특구과[13]

소상공인정책국
- 소상공인정책과[13]
- 소상공인지원과[13]
- 시장상권과[13]

중견기업정책국
- 중견기업정책과[13]
- 기업혁신지원과[13]
- 재도전성장과[13]

창업벤처국
- 벤처정책과[13]
- 벤처투자과[13]
- 창업진흥과[13]
- 지식서비스창업과[13]

경영판로국
- 공공구매판로과[13]
- 기업금융과[13]
- 인력개발과[13]
- 해외시장과[13]
- 국제협력과[14][15]

생산기술국
- 생산혁신정책과[13]
- 기술개발과[13]
- 기술협력보호과[13]

## 역대 청·차장

### 중소기업청장
| 정부        | 대수           | 이름                             | 임기                                | 비고 |
| ----------- | -------------- | -------------------------------- | ----------------------------------- | ---- |
| 김영삼 정부 | 1대            | 이우영(李愚榮)                   | 1996년 2월 9일 ~ 1996년 12월 24일   |      |
| 김영삼 정부 | 2대            | 정해주(鄭海週)                   | 1996년 12월 24일 ~ 1997년 11월 18일 |      |
| 김영삼 정부 | 3대            | 추준석(秋俊錫)                   | 1997년 11월 20일 ~ 1999년 5월 26일  |      |
| 김대중 정부 | 3대            | 추준석(秋俊錫)                   | 1997년 11월 20일 ~ 1999년 5월 26일  |      |
| 4대         | 한준호(韓埈皓) | 1999년 5월 26일 ~ 2001년 4월 1일 |                                     |      |
| 5대         | 최동규(崔棟圭) | 2001년 4월 2일 ~ 2002년 2월 4일  |                                     |      |
| 6대         | 이석영(李錫瑛) | 2002년 2월 5일 ~ 2003년 3월 2일  |                                     |      |
| 노무현 정부 | 7대            | 유창무(柳昌茂)                   | 2003년 3월 3일 ~ 2004년 7월 19일    |      |
| 노무현 정부 | 8대            | 김성진(金成珍)                   | 2004년 7월 20일 ~ 2006년 3월 20일   |      |
| 노무현 정부 | 9대            | 이현재(李賢在)                   | 2006년 3월 21일 ~ 2008년 2월 10일   |      |
| 이명박 정부 | 10대           | 홍석우(洪錫禹)                   | 2008년 3월 7일 ~ 2010년 3월 22일    |      |
| 이명박 정부 | 11대           | 김동선(金東善)                   | 2010년 3월 23일 ~ 2011년 12월 5일   |      |
| 이명박 정부 | 12대           | 송종호(宋宗鎬)                   | 2011년 12월 7일 ~ 2013년 3월 15일   |      |
| 박근혜 정부 | 13대           | 한정화(韓正和)                   | 2013년 3월 22일 ~ 2016년 1월 17일   |      |
| 박근혜 정부 | 14대           | 주영섭(朱榮涉)                   | 2016년 1월 18일 ~ 2017년 7월 25일   |      |

### 중소기업청 차장
| 정부        | 대수           | 이름                              | 임기                              | 비고 |
| ----------- | -------------- | --------------------------------- | --------------------------------- | ---- |
| 김영삼 정부 | 14대           | 최홍건(崔弘健)                    | 1996년 2월 9일 ~ 1997년 1월 3일   |      |
| 김영삼 정부 | 15대           | 김효성(金孝成)                    | 1997년 1월 3일 ~ 1997년 5월 8일   |      |
| 김영삼 정부 | 16대           | 이원호(李源浩)                    | 1997년 5월 8일 ~ 1997년 9월 26일  |      |
| 김영삼 정부 | 17대           | 오영교(吳盈敎)                    | 1997년 9월 26일 ~ 1998년 9월 1일  |      |
| 김대중 정부 | 17대           | 오영교(吳盈敎)                    | 1997년 9월 26일 ~ 1998년 9월 1일  |      |
| 18대        | 신동오(申東午) | 1998년 9월 1일 ~ 2001년 11월 17일 |                                   |      |
| 19대        | 장지종(張志鍾) | 2001년 11월 17일 ~ 2003년 5월 7일 |                                   |      |
| 노무현 정부 | 20대           | 허범도(許範道)                    | 2003년 5월 7일 ~ 2004년 8월 19일  |      |
| 노무현 정부 | 21대           | 정준석(鄭俊石)                    | 2004년 8월 19일 ~ 2005년 8월 16일 |      |
| 노무현 정부 | 22대           | 이승훈(李承勳)                    | 2005년 8월 16일 ~ 2006년 10월 8일 |      |
| 노무현 정부 | 23대           | 이기우(李基雨)                    | 2006년 10월 8일 ~ 2007년 2월 21일 |      |
| 노무현 정부 | 24대           | 나도성(羅道成)                    | 2007년 2월 21일 ~ 2008년 4월 14일 |      |
| 이명박 정부 | 25대           | 송재희(宋在希)                    | 2008년 4월 15일 ~ 2009년 5월 22일 |      |
| 이명박 정부 | 26대           | 정영태(鄭榮泰)                    | 2009년 5월 22일 ~ 2011년 3월 7일  |      |
| 이명박 정부 | 27대           | 임충식(任忠植)                    | 2011년 3월 7일 ~ 2012년 2월 13일  |      |
| 이명박 정부 | 28대           | 김순철(金淳哲)                    | 2012년 2월 13일 ~ 2014년 9월 11일 |      |
| 박근혜 정부 | 28대           | 김순철(金淳哲)                    | 2012년 2월 13일 ~ 2014년 9월 11일 |      |
| 29대        | 최수규(崔壽圭) | 2014년 9월 12일 ~ 2017년 1월 19일 |                                   |      |
| 30대        | 정윤모(鄭允模) | 2017년 1월 20일 ~ 2017년 7월 25일 |                                   |      |

## 같이 보기
- 소상공인시장진흥공단
- 대한민국 중소벤처기업부